# Nothalten
Nothalten é uma comuna francesa na região administrativa de Grande Leste, no departamento Baixo Reno. Estende-se por uma área de 4,01 km². Em 2010 a comuna tinha 472 habitantes (densidade: 117,7 hab./km²).